# WNBA Draft 1999
Der dritte WNBA Draft fand am 4. Mai 1999 in den NBA Entertainment Studios in Secaucus, New Jersey, Vereinigte Staaten statt. Die Auswahlreihenfolge wurde auf Basis der Abschlusstabelle vom Vorjahr festgelegt.
Doch bevor der dritte WNBA Draft durchgeführt wurde, fand am 15. September 1998 eine Initial Expansion Player Allocation statt, wo den beiden Expansion Teams Minnesota Lynx und Orlando Miracle jeweils eine Spielerin per Zufall zugeteilt wurde. Am 6. April 1999 fand schließlich der Expansion Draft für die Lynx und Miracle statt. Am 3. Mai fand ein Post Expansion Draft Player Allocation für die beiden Expansion Teams statt, wo die Mannschaften wieder jeweils eine Spielerin wählen konnten.

## American Basketball League
Dieses Draftjahr war geprägt von Spielerinnen aus der American Basketball League (ABL). Da diese Liga 1998 aufgelöst wurde und das Niveau der Liga höher war als das der WNBA der Liga sind der größte Teil der Spielerinnen in diesem Draft aus der ABL.

## Expansion Draft
Abkürzungen: G = Guard, F = Forward, C = Center, ABL = American Basketball League

### Initial Expansion Player Allocation
| Pick | Spielerin           | Nationalität       | WNBA-Team       | College/Junior/Klub-Team  |
| ---- | ------------------- | ------------------ | --------------- | ------------------------- |
| 1    | Kristin Folkl (F)   | Vereinigte Staaten | Minnesota Lynx  | Stanford University       |
| 2    | Nykesha Sales (G/F) | Vereinigte Staaten | Orlando Miracle | University of Connecticut |

### Expansion Draft
| Pick | Spielerin             | Nationalität           | WNBA-Team       | vorheriges WNBA-Team     |
| ---- | --------------------- | ---------------------- | --------------- | ------------------------ |
| 1    | Brandy Reed (F)       | Vereinigte Staaten     | Minnesota Lynx  | Phoenix Mercury          |
| 2    | Andrea Congreaves (F) | Vereinigtes Königreich | Orlando Miracle | Charlotte Sting          |
| 3    | Kim Williams (G)      | Vereinigte Staaten     | Minnesota Lynx  | San Antonio Silver Stars |
| 4    | Kisha Ford (G)        | Vereinigte Staaten     | Orlando Miracle | New York Liberty         |
| 5    | Octavia Blue (G)      | Vereinigte Staaten     | Minnesota Lynx  | Los Angeles Sparks       |
| 6    | Yolanda Moore (F)     | Vereinigte Staaten     | Orlando Miracle | Houston Comets           |
| 7    | Adia Barnes (F)       | Vereinigte Staaten     | Minnesota Lynx  | Sacramento Monarchs      |
| 8    | Adrienne Johnson (G)  | Vereinigte Staaten     | Orlando Miracle | Cleveland Rockers        |

### Post Expansion Draft Player Allocation
| Pick | Spielerin             | Nationalität       | WNBA-Team       | College/Junior/Klub-Team |
| ---- | --------------------- | ------------------ | --------------- | ------------------------ |
| 1    | Katie Smith (F)       | Vereinigte Staaten | Minnesota Lynx  | Columbus Quest, ABL      |
| 2    | Shannon Johnson (G/F) | Vereinigte Staaten | Orlando Miracle | Columbus Quest, ABL      |

## WNBA Draft
Abkürzungen: G = Guard, F = Forward, C = Center, ABL = American Basketball League

### Runde 1
| Pick | Spielerin                | Nationalität       | WNBA-Team           | College/Junior/Klub-Team |
| ---- | ------------------------ | ------------------ | ------------------- | ------------------------ |
| 1    | Chamique Holdsclaw (G/F) | Vereinigte Staaten | Washington Mystics  | University of Tennessee  |
| 2    | Yolanda Griffith (F/C)   | Vereinigte Staaten | Sacramento Monarchs | Chicago Condors, ABL     |
| 3    | Natalie Williams (C)     | Vereinigte Staaten | Utah Starzz         | Portland Power, ABL      |
| 4    | DeLisha Milton (F)       | Vereinigte Staaten | Los Angeles Sparks  | Portland Power, ABL      |
| 5    | Jennifer Azzi (G)        | Vereinigte Staaten | Detroit Shock       | San Jose Lasers, ABL     |
| 6    | Crystal Robinson (F)     | Vereinigte Staaten | New York Liberty    | Colorado Xplosion, ABL   |
| 7    | Tonya Edwards (G)        | Vereinigte Staaten | Minnesota Lynx      | Columbus Quest, ABL      |
| 8    | Tari Phillips (F)        | Vereinigte Staaten | Orlando Miracle     | Colorado Xplosion, ABL   |
| 9    | Dawn Staley (G)          | Vereinigte Staaten | Charlotte Sting     | Philadelphia Rage, ABL   |
| 10   | Edna Campbell (G)        | Vereinigte Staaten | Phoenix Mercury     | Colorado Xplosion, ABL   |
| 11   | Chasity Melvin (C)       | Vereinigte Staaten | Cleveland Rockers   | Philadelphia Rage, ABL   |
| 12   | Natalia Zassoulskaia (F) | Russland           | Houston Comets      |                          |

### Runde 2
| Pick | Spielerin                     | Nationalität       | WNBA-Team           | College/Junior/Klub-Team |
| ---- | ----------------------------- | ------------------ | ------------------- | ------------------------ |
| 13   | Shalonda Enis (F)             | Vereinigte Staaten | Washington Mystics  | Seattle Reign, ABL       |
| 14   | Kedra Holland-Corn (G)        | Vereinigte Staaten | Sacramento Monarchs | San Jose Lasers, ABL     |
| 15   | Debbie Black (G)              | Vereinigte Staaten | Utah Starzz         | Colorado Xplosion, ABL   |
| 16   | Clarisse Machanguana (C)      | Mosambik           | Los Angeles Sparks  | San Jose Lasers, ABL     |
| 17   | Val Whiting (C)               | Vereinigte Staaten | Detroit Shock       | Seattle Reign, ABL       |
| 18   | Michele Van Gorp (C)          | Vereinigte Staaten | New York Liberty    | Duke University          |
| 19   | Trisha Fallon (G/F)           | Australien         | Minnesota Lynx      |                          |
| 20   | Sheri Sam (F/G)               | Vereinigte Staaten | Orlando Miracle     | San Jose Lasers, ABL     |
| 21   | Stephanie White-McCarty (G/F) | Vereinigte Staaten | Charlotte Sting     | Purdue University        |
| 22   | Clarissa Davis-Wrightsil (F)  | Vereinigte Staaten | Phoenix Mercury     | San Jose Lasers, ABL     |
| 23   | Mery Andrade (F)              | Portugal           | Cleveland Rockers   | Old Dominion University  |
| 24   | Sonja Henning (G)             | Vereinigte Staaten | Houston Comets      | Portland Power, ABL      |

### Runde 3
| Pick | Spielerin                   | Nationalität       | WNBA-Team           | College/Junior/Klub-Team  |
| ---- | --------------------------- | ------------------ | ------------------- | ------------------------- |
| 25   | Andrea Nagy (G)             | Vereinigte Staaten | Washington Mystics  | Philadelphia Rage, ABL    |
| 26   | Kate Starbird (G)           | Vereinigte Staaten | Sacramento Monarchs | Seattle Reign, ABL        |
| 27   | Adrienne Goodson (F)        | Vereinigte Staaten | Utah Starzz         | Chicago Condors, ABL      |
| 28   | Ukari Figgs (G)             | Vereinigte Staaten | Los Angeles Sparks  | Purdue University         |
| 29   | Dominique Canty (G/F)       | Vereinigte Staaten | Detroit Shock       | University of Alabama     |
| 30   | Tamika Whitmore (C)         | Vereinigte Staaten | New York Liberty    | University of Memphis     |
| 31   | Andrea Lloyd (F)            | Vereinigte Staaten | Minnesota Lynx      | Columbus Quest, ABL       |
| 32   | Taj McWilliams-Franklin (C) | Vereinigte Staaten | Orlando Miracle     | Philadelphia Rage, ABL    |
| 33   | Charlotte Smith (F)         | Vereinigte Staaten | Charlotte Sting     | San Jose Lasers, ABL      |
| 34   | Lisa Harrison (F)           | Vereinigte Staaten | Phoenix Mercury     | Columbus Quest, ABL       |
| 35   | Tracy Henderson (C)         | Vereinigte Staaten | Cleveland Rockers   | Nashville Noise, ABL      |
| 36   | Kara Wolters (C)            | Vereinigte Staaten | Houston Comets      | New England Blizzard, ABL |

### Runde 4
| Pick | Spielerin               | Nationalität       | WNBA-Team           | College/Junior/Klub-Team         |
| ---- | ----------------------- | ------------------ | ------------------- | -------------------------------- |
| 37   | Jennifer Whittle (C)    | Australien         | Washington Mystics  |                                  |
| 38   | Amy Herrig (C)          | Vereinigte Staaten | Sacramento Monarchs | Iowa                             |
| 39   | Dalma Iványi (G)        | Ungarn             | Utah Starzz         | Florida International University |
| 40   | La'Keshia Frett (F)     | Vereinigte Staaten | Los Angeles Sparks  | Philadelphia Rage, ABL           |
| 41   | Astou Ndiaye (F/C)      | Senegal            | Detroit Shock       | Seattle Reign, ABL               |
| 42   | Carolyn Jones-Young (G) | Vereinigte Staaten | New York Liberty    | New England Blizzard, ABL        |
| 43   | Sonja Tate (G)          | Vereinigte Staaten | Minnesota Lynx      | Columbus Quest, ABL              |
| 44   | Carla McGhee (F)        | Vereinigte Staaten | Orlando Miracle     | Columbus Quest, ABL              |
| 45   | Angie Braziel (F)       | Vereinigte Staaten | Charlotte Sting     | Texas Tech University            |
| 46   | Amanda Wilson (F)       | Vereinigte Staaten | Phoenix Mercury     | Louisiana Tech University        |
| 47   | Kellie Jolly (G)        | Vereinigte Staaten | Cleveland Rockers   | University of Tennessee          |
| 48   | Jennifer Rizzotti (G)   | Vereinigte Staaten | Houston Comets      | New England Blizzard, ABL        |
| 49   | Angie Potthoff (F)      | Vereinigte Staaten | Minnesota Lynx      | Columbus Quest, ABL              |
| 50   | Elaine Powell (G)       | Vereinigte Staaten | Orlando Miracle     | Portland Power, ABL              |